# 이창섭 (야구인)
이창섭(李昌燮, 1987년 3월 10일 ~ )은 전 KBO 리그 NC 다이노스의 내야수이다.

## 아마추어 시절
용마고를 졸업하고 드래프트에서 지명받지 못한 후, 경성대학교에 입학했다. 경성대에서 실력이 향상되면서 2009년 대통령배 대학야구 선수권에서 타격왕에 오르는 등, 대학 리그에서 수준급 내야수로 평가받았다.

## 넥센 히어로즈시절
2010년 신인 드래프트에서 5라운드로 지명되어 입단했다. 넥센 히어로즈는 원래 백상원을 원했지만, 삼성 라이온즈가 4라운드에 지명하여 그를 지명했다.

## 상무 야구단시절
2011년에 입단하였다.

## NC 다이노스시절
2013년 4월 18일 당시 NC 다이노스 소속이었던 송신영, 신재영과 넥센 히어로즈 소속이었던 그와 박정준, 지석훈의 2:3 트레이드로 NC 다이노스에 이적하였다. 2016년 시즌 중 웨이버 공시되었다.

## 연봉
| 연도   | 연봉      | 인상율(%) | 비고   |
| ------ | --------- | --------- | ------ |
| 2010년 | 2,400만원 | 0         |        |
| 2011년 | 2,400만원 | 0         | 군입대 |
| 2012년 | 2,400만원 | 0         | 군입대 |
| 2013년 | 2,400만원 | 0         |        |
| 2014년 | 2,400만원 | 0         |        |
| 2015년 | 2,700만원 | 12.5      |        |
| 2016년 | 3,000만원 | 10        |        |

## 출신 학교
- 사파초등학교
- 신월중학교
- 마산용마고등학교
- 경성대학교